# Chairias-Maler

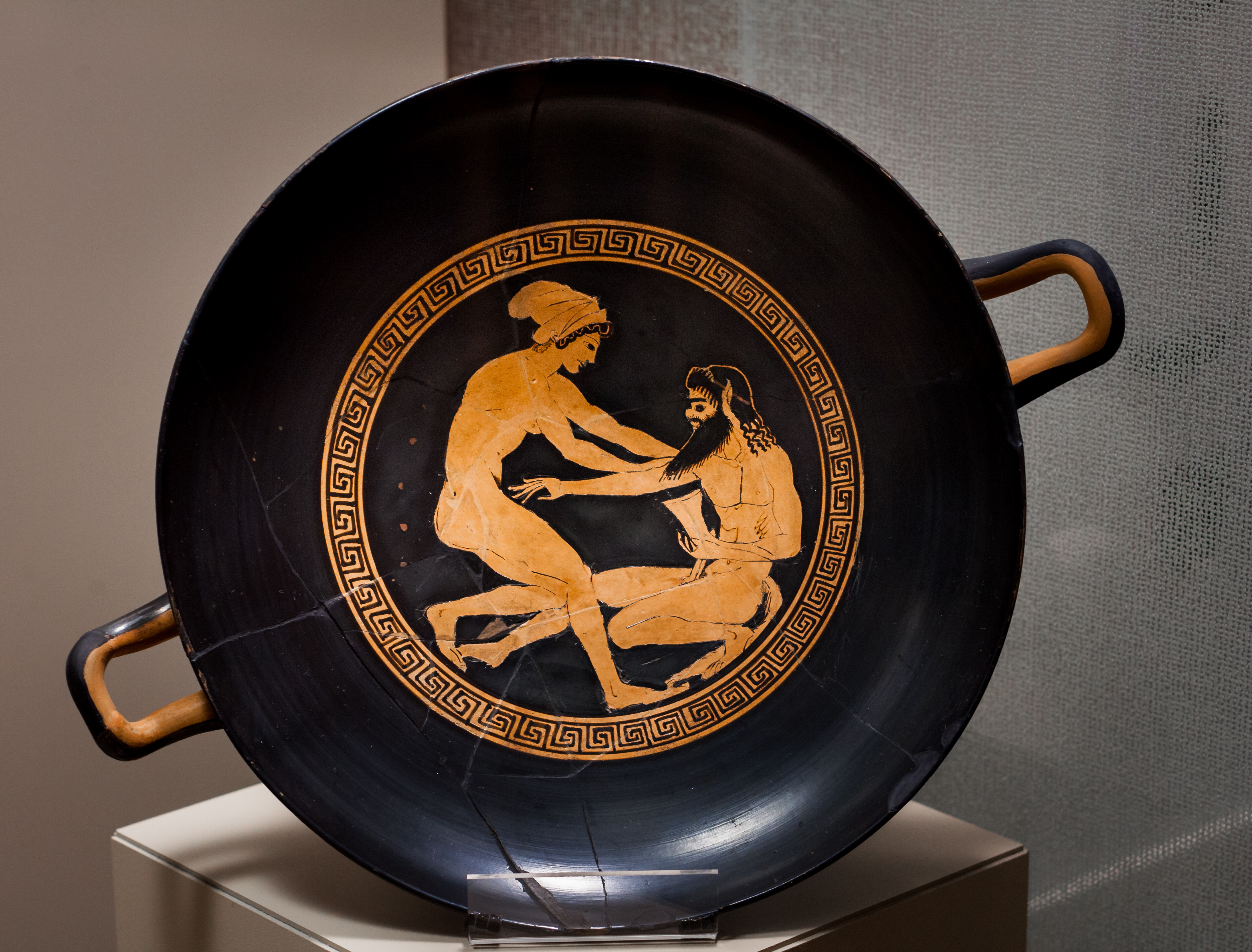
Die Mailänder Schale

Chairias-Maler ist der Notname eines griechischen Vasenmalers, der gegen Ende des 6. Jahrhunderts v. Chr. in Athen tätig war.
Der Chairias-Maler, der etwa zur selben Zeit wie die sogenannte „Pioniergruppe“ des rotfigurigen Stils aktiv war, gehörte zu den frühen rotfigurigen Schalenmalern. Wie auch andere Schalenmaler dieser Zeit testete der Chairias-Maler die Möglichkeiten der neuen Technik aufgrund der vergleichsweise kleineren Arbeitsfläche – des Inneren sowie der beiden Außenseiten der Schalen – noch nicht in derselben Tiefe aus, wie es die Vertreter der Pioniergruppe auf größeren Vasen schon taten, dennoch trugen auch die Schalenmaler ihren Teil zum Erfolg des neuen Stils bei.

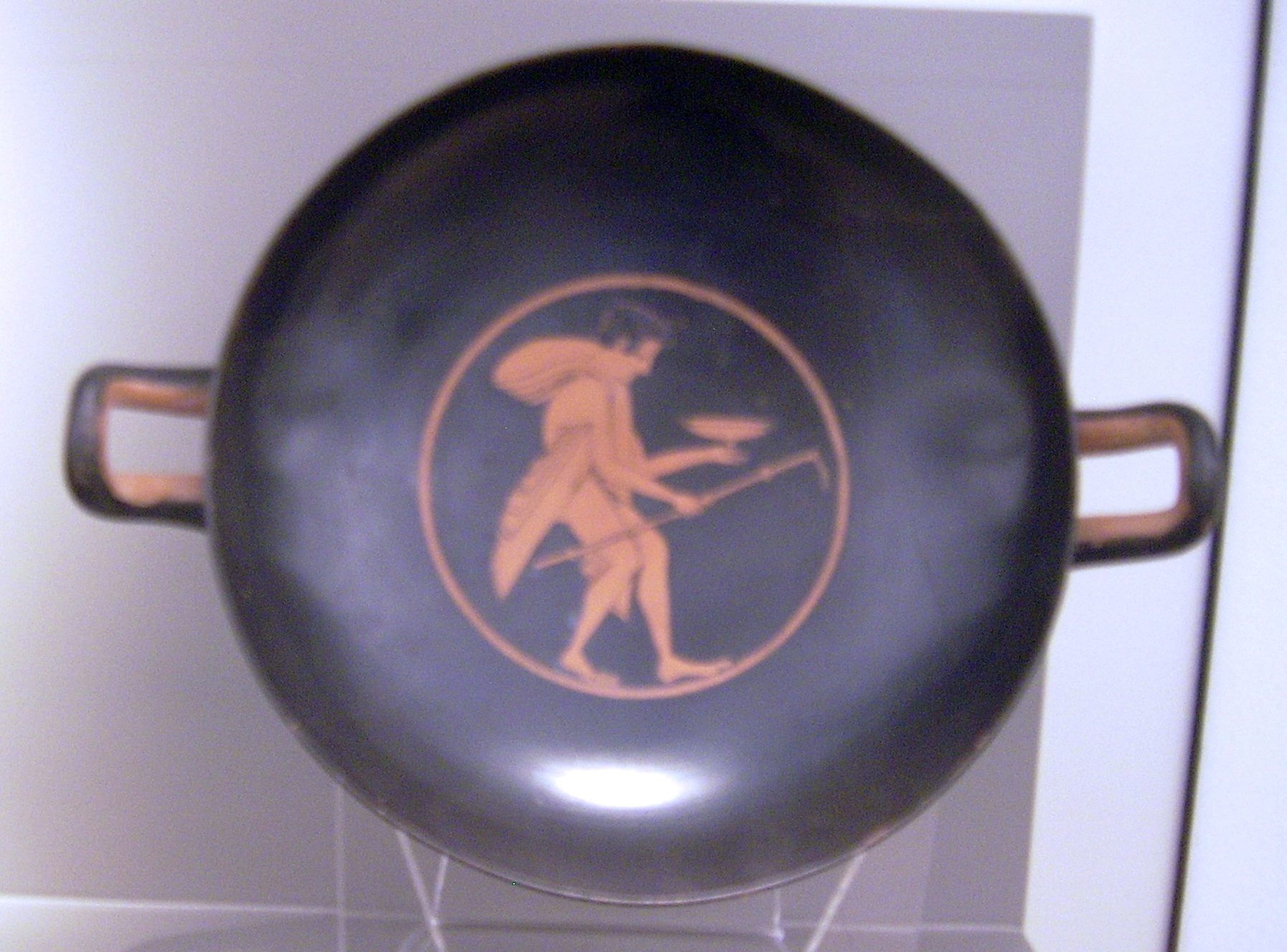
Die Berliner Schale

John D. Beazley hat die Handschrift des Vasenmalers innerhalb des zehntausende Teile umfassenden Bestandes bekannter attisch-rotfiguriger Vasen und Fragmente erkannt und seine Werke grundlegend zusammengestellt. Beazley hat dem Maler nur wenige Werke, insgesamt zwei sowie diesen zwei weitere nahe stehende, zugeschrieben. Andere Forscher haben zwei weitere Werke ergänzt. Schon Paul Hartwig hatte 1893 für sein Buch Die griechischen Meisterschalen der Blüthezeit des strengen rothfigurigen Stiles die beiden von Beazley zugewiesenen Schalen sowie eine der beiden von ihm in die Nähe gewiesenen Schalen zusammengestellt, fälschlich aber noch Vasenmaler Phintias zugeschrieben. Seinen Notnamen erhielt der Chairias-Maler nach einer Lieblingsinschrift auf den beiden Schalen: altgriechisch ΧΑΙΡΙΑΣ ΚΑΛΟΣ, Chairias Kalos, Chairias ist schön. Die Außenseiten lässt er unverziert, die Innenseiten zeigen in der Mehrzahl junge Männer und diese meist beim Symposion.
Werkliste
Die ersten zwei Schalen wurden dem Chairias-Maler zugewiesen, die zwei folgenden in die stilistische Nähe (near the Chairias Painter), die übrigen beiden vergleichbar den Werken des Chairias-Malers (compare the Chairias Painter); die ersten vier Vasen wurden von John D. Beazley zugeschrieben, die Fünfte von Gianguido Belloni und die Sechste durch Erika Simon:
1. Louvre, Paris, Inventarnummer MNB 2040; gefunden in Korinth; Motiv Innen: gelagerter Lyra spielender Jüngling beim Symposion[1]
2. Museo Archeologico Nazionale di Adria, Adria, Inventarnummer BC 45 (= 22137); gefunden in Adria; Motiv Innen: gelagerter Lyra spielender Jüngling beim Symposion[2]
3. Allard Pierson Museum, Amsterdam, Inventarnummer 323 (ehemalige Sammlung Scheurleer); gefunden in Tanagra; Motiv Innen: gelagerter in eine Amis urinierender Jüngling beim Symposion[3]
4. Antikensammlung, Berlin, Inventarnummer 4040; gefunden in Korinth; Motiv Innen: nach rechts laufender Jüngling, in einer Hand ein Wanderstab in der anderen Hand eine Trinkschale[4]
5. Museo Archeologico di Milano, Mailand, Inventarnummer 265; Motiv Innen: Erotische Szene, Satyr und Mänade oder eine Frau mit Sakkos[5]
6. Antikensammlung des Martin von Wagner Museums, Würzburg, Inventarnummer K2106 (ehemals Sammlung Kiseleff); Motiv Innen: Kopf einer Frau mit Sakkos[6]